# Opa Nguette
Opa Nguette (* 8. Juli 1994 in Mantes-la-Jolie) ist ein senegalesisch-französischer Fußballspieler.

## Karriere

### Verein
Nguette begann seine fußballerische Ausbildung beim FC Mantes, wo er von 2006 bis 2011 in der Jugend, aber auch einmal für die Herren in der National 2 spielte. Anschließend spielte er für eine kurze Zeit in der Jugend des FC Valenciennes, ehe er zu den Profis wechselte. Sein Debüt in der Ligue 1 gab er nach einer Einwechslung in den letzten Augenblicken des ersten Spieltags der Saison 2012/13 bei einem 1:0-Sieg über den ES Troyes AC. Mitte Januar 2013 (19. Spieltag) schoss er bei einem 1:1-Unentschieden gegen den AC Ajaccio in der Startelf stehend sein erstes Tor auf Profiebene. Wettbewerbsübergreifend spielte er in der gesamten Spielzeit 21 Mal, wobei er dreimal in der Liga treffen konnte. In der Folgesaison spielte er unter anderem wegen einer Oberschenkelverletzung nur zehnmal und seine Mannschaft stieg als Vorletzter in die Ligue 2 ab. In der Ligue-2-Saison 2014/15 konnte er dann vier Tore schießen und zwei aufbereiten in insgesamt 23 Ligaeinsätzen. 2015/16 war er  nur noch Reservespieler und spielte nur noch 14 Saisonspiele, wobei er einmal traf.
Daraufhin wechselte er im Sommer 2016 zum abstiegsbedrohten Erstligisten FC Metz. Sein Debüt gab er direkt am ersten Spieltag der Saison 2016/17 bei einem 3:2-Sieg über den OSC Lille, als er über 90 Minuten auf dem Feld stand. Das erste Tor im neuen Trikot gelang ihm am 21. Dezember 2016 (19. Spieltag) bei einem 2:2-Unentschieden gegen EA Guingamp. In allen Wettbewerben zusammen gelangen ihm drei Treffer und drei Vorlagen in 37 Saisoneinsätzen. In der darauf folgenden Spielzeit stieg sein neuer Klub ab und Nguette wurde nur 17 Mal eingesetzt. Zurück in der Ligue 2 schoss er sieben Tore in 33 Ligapartien, die er mitspielte. Auch dadurch schafften die Grenats den direkten Wiederaufstieg in die Ligue 1. In der neuen Ligue-1-Saison 2019/20 spielte er 26 von 28 möglichen Spielen traf fünfmal und lieferte zwei Assists. In der Spielzeit 2020/21 fiel er wieder wegen seines Oberschenkels aus und spielte nur 16 Mal, wobei er dreimal traf. 2021/22 spielte sein Team wieder gegen den Abstieg und Nguette verlor seinen Stammplatz, wurde aber dennoch oft eingewechselt und traf auch.
Im September 2022 wechselte er zum Baniyas SC in die Vereinigten Arabischen Emirate.

### Nationalmannschaft
Nguette spielte von 2012 bis 2014 für sämtliche Juniorenauswahlen Frankreichs und nahm mit der U19-Mannschaft an der U19-EM 2013 teil, als sein Team bis ins Finale kam.
Im März 2017 entschied er sich für die A-Nationalmannschaft Senegals aufzulaufen und debütierte am 23. März 2017 in einem Freundschaftsspiel gegen Nigeria in der Startelf. Sein erstes Tor im Nationaldress schoss er in der WM-Qualifikation bei einem 2:1-Sieg über Südafrika. Bis Ende 2020 spielte er zehnmal für die Nationalmannschaft, wobei er zwei Tore erzielen konnte.

## Erfolge
FC Metz
- Meister der Ligue 2 und Aufstieg in die Ligue 1: 2019

Frankreich U19
- U19-Vize-Europameister: 2013